# Paramesosella affinis
Paramesosella affinis är en skalbaggsart som beskrevs av Stefan von Breuning 1970. Paramesosella affinis ingår i släktet Paramesosella och familjen långhorningar.
Artens utbredningsområde är Laos. Inga underarter finns listade i Catalogue of Life.